# Praxis mit Meerblick – Mutter und Sohn
Mutter und Sohn ist ein deutscher Fernsehfilm von Jan Ruzicka aus dem Jahr 2022. Es handelt sich um den dreizehnten Film der ARD-Reihe Praxis mit Meerblick mit Tanja Wedhorn als Ärztin Nora Kaminski in der Hauptrolle. Die deutsche Erstausstrahlung erfolgte am 1. April 2022 auf dem ARD-Sendeplatz „Endlich Freitag im Ersten“.

## Handlung
Die Inselärztin Nora Kaminski erleidet nach einem dramatischen Verkehrsunfall ein Schädel-Hirn-Trauma. Als sie wieder zu Bewusstsein kommt, entlässt sie sich selbst aus dem Krankenhaus. Während sich Chefarzt Dr. Heckmann ernsthaft um seine Kollegin sorgt, staunt ihr Sohn Kai über so viel Dickköpfigkeit. Ihr aktueller medizinischer Fall liegt ihr besonders am Herzen. Es handelt sich dabei um den 18-jährigen Moritz Daskow, der nach einer festgestellten Leukämie eine Stammzellenspende benötigt. Als Spenderin infrage käme seine leibliche Mutter, die er aber selbst nicht einmal kennt, da er von deren bester Freundin großgezogen wurde. Bei der Suche nach der leiblichen Mutter sind nicht nur Noras Beharrlichkeit, sondern auch ihre Überzeugungskraft gefordert. Nachdem Nora diese Frau aufgesucht hat, sie von der Stammzellenspende überzeugt hat und ihr Blut entnommen hat stellt sich heraus, dass sie als Spenderin in Frage kommt. 
Ein ungutes Gefühl plagt die Praxisinhaberin nach dem Tod einer 70-jährigen Patientin. Zwar trägt Nora keine Schuld an dem Infarkt von Doris Hebestreit. Mit ihrem Sohn Markus, der die Ärztin dennoch zur Rechenschaft ziehen möchte, muss Nora ins Reine kommen.

## Produktionsnotizen
Die Dreharbeiten für Mutter und Sohn, die unter dem Arbeitstitel Heimkehrer erfolgten, erstreckten sich unter den vorgegebenen Corona-Arbeitsschutzauflagen vom 20. April 2021 bis zum 22. Juni 2021. Als Schauplätze dienten die Insel Rügen und die deutsche Landeshauptstadt Berlin.